# Катедра сакрального мистецтва
Катедра сакрального мистецтва — структурний підрозділ Львівської національної академії мистецтв, що здійснює підготовку фахівців у галузі сакрального мистецтва за освітньо-кваліфікаційними рівнями «Бакалавр», «Спеціаліст», «Магістр». Заснована у 1995 році  при факультеті Образотворчого мистецтва та реставрації Львівської національної академії мистецтв. Єдина в Україні кафедра при закладі вищої освіти, що здійснює підготовку фахівців у галузі сакрального мистецтва. Засновником та автором концепції її діяльності є перший завідувач кафедри професор Роман Василик. З липня 2020 року кафедру очолює доктор мистецтвознавства — Косів Роксолана Романівна.

## Історія створення
Сакральне мистецтво Західної України в період між двома світовими війнами XXст. розвивалося і досягло високого рівня завдяки таким особистостям, як Антін Манастирський, Модест Сосенко, Михайло Осінчук, Петро Холодний(старший), Василь Дядинюк, Юліан Буцманюк, Андрій Коверко, Павло Ковжун, Дем'ян Горняткевич, Михайло Бойчук, Осип Курилас, Юрій Магалевський,та інші. Ці майстри були знаними постатями в мистецькому житті Львова і своєю творчістю зміцнювали національну ідентичність українців. Стараннями митрополита Андрея Шептицького було засновано Національний музей у Львові, завдяки чому вдалося зберегти безцінні скарби українського сакрального мистецтва. Для розвитку мистецтва митрополит заснував мистецьку школу під проводом Олекси Новаківського, а також іконописну майстерню «Студіон» при монастирі Студитів у Львові, ігуменом якого на той час був о. Климентій Шептицький.
Політичні реалії зумовили підпорядкування західних земель Галичини в єдину  Радянську Україну, в якій про існування сакрального мистецтва не могло бути і мови.
Процеси, пов'язані з відновленням незалежності Української держави, реабілітацією релігії, легалізацією Української Греко-Католицької церкви, поставили нові завдання і перед митцями краю. Необхідно було, зокрема, відродити перерваний процес підготовки фахівців сакрального мистецтва. Ситуацію ускладнювало те, що домінуюча частина суспільства внаслідок потужного натиску попередньої ідеологічної системи втратила зв'язок з традиціями та духовним надбанням попередніх поколінь. Це стосувалося не лише мирян, але й провідників релігійного життя — священників, нерідко єпископів, а також частини художників. Митці, замість того, щоб спиратися на здобутки попередників та бути в авангарді розвитку церковного мистецтва, задовольняли забаганки неосвічених замовників низькопробним малюванням.
У 1990 році за спільної ініціативи ігумена монастиря Студитів у Львові о. Севастіяна (Дмитруха) та педагогів Львівської академії мистецтв: Карла Звіринського, Левка Щура та Романа Василика при згаданому монастирі була заснована іконописна студія, що проіснувала три роки. Разом з тим Роман Василик виступив з ініціативою створити у Львівській академії мистецтв кафедру сакрального мистецтва. Програма підготовки фахівців на цій кафедрі мала суттєво відрізнятися від усталених на інших відділах. Окрім обов'язкової загальнохудожньої підготовки, випускник кафедри мав засвоїти техніко-технологічні навички оздоблення храму, опанувати теоретичні знання зі східного богослов'я, історії та теорії сакрального мистецтва. Основною метою художника сакрального мистецтва мало стати пропагування ідеї українського сакрального мистецтва як одного з важливих факторів ідентифікації національної духовності та культурного продовження здобутків попередніх епох.
Кафедра сакрального мистецтва ЛНАМ розпочала свою діяльність у 1995 році. У формуванні навчальних програм підготовки фахівців сакрального мистецтва основний акцент робився на ідейному, Богословському спрямуванні цього виду творчості. За засадничі напрямки було прийнято основи сакрального мистецтва Княжої доби, галицьку школу іконопису XIV—XVI ст., а також досягнення згаданих вище художників Галичини першої половини XX ст.
Професором Романом Василиком була розроблена концепція діяльності кафедри сакрального мистецтва, що передбачала реалізацію довготермінової програми відродження і популяризації українського іконопису та його самобутньої стилістики (базованої на східно візантійській стилістиці, вкоріненій в українську культуру), визначала напрямки навчально-методичної, науково-дослідницької і творчої роботи професорсько-викладацького колективу.

## Професорсько-викладацький склад
Професорсько-викладацький склад кафедри — це відомі не лише в Україні, але й поза її межами художники-автори багатьох мистецьких творів, ентузіасти та активні пропагандисти українського сакрального мистецтва.
Підготовку фахівців сакрального мистецтва від початку заснування кафедри здійснювали провідні фахівці галузі:
Карло Звіринський (*1924 — † 1997 р.) — відомий художник і педагог, один з ініціаторів утворення кафедри;
Микола Бідняк (*1930 — † 2000 р.) — лауреат Державної премії України ім. Т. Шевченка, Кавалер ордену Ярослава Мудрого V ступеня, член Асоціації митців, що малюють устами;
Микола Кристопчук (*1934 — † 2006 р.) — Заслужений художник України, визначний фахівець в галузі технік і технологій сакрального мистецтва;
о. Ласло Пушкаш — художник, теолог, культуролог.
Для читання курсів лекцій на відділ запрошувалися авторитетні науковці і теологи: патріарх УАПЦ Димитрій Ярема (*1915 — † 1999 р.), віце-ректор Українського католицького Університету в Римі о. доктор Іван Музичка (*1921 — † 2016 р.), ректор семінарії Святого Духа у Львові (тепер ректор УКУ) о. д-р Богдан Прах, доктор канонічного права  о. Михайло Димид, відома художниця, іконописець, лауреат премії ім. Василя Стуса — Іванка Крип'якевич-Димид, доктор мистецтвознавства, філософії та богослов'я Дмитро Степовик, відомий художник Омельян Мазурик (*1937 — † 2002) з Франції, відомий дизайнер Володимир Паньків (Польща), мистецтвознавець Владислав Грешлик (Словаччина), науковий співробітник університету м. Монреаль (Канада) Яків Креховецький, відомий візантиніст, доктор богослов'я, кардинал Томаш Шпідлік (*1919 — † 2010) з Італії, доктор філологічних наук, професор Лідія Коць-Григорчук (*1926 — † 2018), реставратор І категорії, директор музею ц. Юра в Дрогобичі — Лев Скоп, реставратор Василь Кордюк, богослови Аліція Хрін та Тарас Курилець; доктор богослов'я о. Ігор Шабан, відомий художник Степан Юзефів, капелан ЛНАМ о. Олег Зубик, молоді фахівці, випускники  кафедри сакрального мистецтва Тарас Лесів та Юрій Гречин, доктор мистецтвознавства, лауреат Державної премії України ім. Т. Шевченка, Кавалер ордена Ярослава Мудрого IV ступеня — професор Володимир Овсійчук (*1924 — † 2016), приват-доцент ЛНАМ вітражист Олег Янковський (*1951 — † 2017 р.).
Сьогодні викладання дисциплін навчальних планів освітньо-кваліфікаційних рівнів «Бакалавр», «Спеціаліст», «Магістр» здійснюють: кандидат мистецтвознавства, професор Роксолана Косів, відомі фахівці в галузі сакрального мистецтва, доцент Кость Маркович, старший викладач Роман Кислий, старший викладач Любов Яцків, о. Тарас Боровець. До викладацької роботи залучені також молоді фахівці — випускники кафедри сакрального мистецтва Василь Сивак, Тарас Новак, кандидат мистецтвознавства Олена Бакович, Богдан Зятик, Софія Білик. Керує кафедрою від початку її заснування Заслужений діяч мистецтв України, Народний художник України, професор Роман Василик.

## Видатні випускники
Христина Максимович, Любов Яцків, Микола Рибенчук, Руслан Сірий, Андрій Комарницький, Святослав Владика, Олексій Чередніченко, Дмитро Гордіца, Данило Мовчан, Наталка Русецька , Олена Смага, Надія Ямнич, Тетяна Знак, Уляна Ших, Андрій Сивак, Василь Сивак, Тарас Лесів, Юрій Гречин, Тарас Новак, Мирослав Півтораніс, Тетяна Скоромна, Іван Драган, Ігор Кістечок, Іванка Демчук, Сергій Колодка, Вікторія Мовчій.

## Нагороди
За видатні досягнення в розвитку української науки Заслужений діяч мистецтв України, доктор мистецтвознавства професор Володимир Овсійчук був нагороджений премією ім. Івана Франка Національної академії наук України. 
За розвиток українсько-бразильських культурних взаємин та високий рівень викладання курсу «Історія, теорія і практика українського сакрального мистецтва» заслуженому діячеві мистецтв України, професорові Романові Василику було присвоєне почесне звання професора університету Парана (Бразилія). У 2008 році за заслуги перед Помісною Українською Православною церквою та українським народом професор Роман Василик був нагороджений Благословенною грамотою патріарха Київського та всієї Руси-України Філарета. У 2009 р. за видання монографії «Українські хоругви» доцент кафедри Роксолана Косів отримала обласну премію в галузі культури і мистецтва ім. Святослава Гординського.

## Концепція діяльності кафедри
Концепція діяльності кафедри, розроблена у 90-х роках ХХ століття  професором Романом Василиком, передбачає реалізацію довгострокової програми відродження та популяризації українського іконопису та його самобутньої стилістики  і визначає напрями науково-методичної, науково-дослідної і творчої роботи професорсько-викладацького складу. Метою діяльності кафедри є  відродження з відомих причин знищеної вікової традиції сумісних жанрів сакрального мистецтва — сакральної металопластики, вбрання священнослужителя золотого шитва, мистецтва книги, сницарства тощо.
Специфіка кафедри передбачає фахову підготовку художників-іконописців і вимагає від абітурієнтів, окрім належної  практичної підготовки з рисунку, живопису, основ композиції також особливого світогляду та духовності. Власне тому на кафедрі навчаються громадяни різних конфесій східного віровизнання, зокрема монахи та монахині, а також студенти, котрі хочуть опанувати знання в галузі сакрального мистецтва східного обряду як з України, так і з-поза її меж.                                         

## Наукова діяльність
Професорсько-викладацький склад (далі — ПВС) кафедри проводить активні наукові дослідження, відображені в монографіях, наукових виданнях (публікаціях в наукових збірниках), навчальних підручниках і посібниках, методичних розробках, статтях у фахових періодичних виданнях. За останні роки зокрема написано і видано:
- навчальний підручник «Історія українського мистецтва» у трьох томах. Автор професор Володимир Овсійчук (співавторство Д. Крвавича, Н. Чеперанової);
- навчальний посібник «Українське сакральне мистецтво». Автор Р. Василик;
- монографію патріарха Димитрія Яреми «Ікони Західної України» (приват-доцент Констянтин Маркович був членом редакційної колегії з видання праці);
- монографію «Творчість Тараса Шевченка в контексті європейської художньої культури середини ХІХ ст.». Автор Володимир Овсійчук;
- монографію «Микола Бідняк». Автор тексту Володимир Овсійчук;
- альбом-монографію «Василь Забашта». Автор тексту Володимир Овсійчук;
- словник «Українське сакральне мистецтво» (колективна праця). Автор розділу «Іконографія, технологія, аксесуари храму» Роман Василик, 2006 р.
- монографію «Українські хоругви» Автор Роксолана Косів, 2009 р.

Наукові проекти, реалізовані спільно з іншими, національними й закордонними, науковими установами, є показниками активності науково-пошукової діяльності ПВС. Кафедра співпрацює як з внутрішніми (Український католицький Університет у Львові, Львівська духовна семінарія Святого Духа (Львів-Рудно), так і з зовнішніми (університети Брума (Сідней), Мельбурна, Альберти (Едмонтон)) партнерами, бере участь у  проектах, ініційованих ПВС кафедри спільно з іншими науковими установами, з котрими, як структура академії, підтримує тісні контакти. Так, професором Романом Василиком було реалізовано спільний з кафедрою сакрального мистецтва ЛНАМ проект Університетів Мельбурна, Брума (Сіднейський університет), який передбачав проведення циклу лекцій з історії, теорії і практики українського іконопису для студентів вищевказаних вишів. Окрім теорії, слухачі засвоювали технологічний процес іконописання. 
До науково-дослідної роботи залучаються і студенти кафедри. Коло наукової проблематики студентських робіт охоплює дослідження проблем історії і практики українського сакрального мистецтва, питань іконографії та іконології, теології ікони.

## Творча робота
Мистецько-творча діяльність є одним з пріоритетних напрямів роботи ПВС кафедри із урахуванням специфіки спеціалізації, відіграє важливу роль у професійній підготовці і вихованні студентів — майбутніх фахівців сакрального мистецтва.
Творча робота викладачів та студентів кафедри сакрального мистецтва здійснюється за такими основними напрямками:
- художнє оформлення інтер'єрів сакральних споруд (поліхромія храмів);
- виконання творів сакрального мистецтва у техніках настінного малярства, мозаїки, вітража;
- виконання іконописних творів;
- виконання творів станкового малярства.

На особливу увагу заслуговують роботи ПВС кафедри, виконані для конкретних об'єктів, зокрема комплексне оформлення храмів як в Україні, так і поза її межами (Бразилія, Австралія, Польща, Румунія). Зокрема професором Романом Василиком виконано 11 ікон для іконостасу церкви у м. Гобарт (Тасманія). Для латинської катедри м. Брум виконано запрестольну ікону «Пресвята Богородиця Миру», для церкви святого Андрія Первозваного у Сіднеї (Австралія) виконано аналойні ікони, для єпархіальної катедри у Мельбурні — ікони для царських дверей та Єпископський трон. Викладач Лесів Т. виконав ікони для церкви Чесного Хреста в м. Венгожево (Польща), 2009 р. Для іконостасу церкви УГКЦ в Амстердамі (Голландія) професором Р. Василиком було виконано 16 ікон.

## Міжнародна діяльність
З 2008 р. професор Роман Василик є співорганізатором щорічних спільно з польською стороною Міжнародних творчих пленерів у с. Новиця (Польща), участь в якому регулярно беруть викладачі та студенти кафедри. Щорічно друкуються каталоги творчих робіт виконаних під час пленерів. В межах заходу було проведено майстер-класи з іконопису, виконані іконописні твори, серія живопису «Дерев'яні церкви південно-східних теренів Лемківщини», організовано виставки творчих робіт учасників пленерів в Криниці (музей Никифора), Варшаві, Перемишлі, Львові. Організатори виставки ікон у Кафедральному греко-католицькому соборі в Перемишлі, що стала результатом Міжнародного пленеру іконопису українських і польських митців: товариство «Друзі Новиці», Братство греко-католицької молоді «Сарепта», керівники Новицького пленера М. Давидюк і професор ЛНАМ Роман Василик, яким була оголошена подяка О. Моцика, Надзвичайного і Повноважного Посла України в Республіці Польща за неоцінимий внесок в розвиток українсько-польських відносин.

## Виставкова діяльність
В 2016 році кафедра відзначила свій 20-річний ювілей двома ретроспективними виставками в Галереї ЛНАМ та в Музеї скульптури І. Г. Пінзеля.
Від заснування кафедри до липня 2020 року кафедру очолював Заслужений діяч мистецтв України, Народний художник України, професор Василик Роман Якимович. Від липня 2020 р. кафедру очолює доктор мистецтвознавства Косів Роксолана Романівна. Починаючи з 2011 року кафедра запровадила традицію щорічного відзначення Дня кафедри 31 жовтня у День святого апостола і євангеліста Луки — покровителя художників та іконописців.
Матеріали статті дозволяється використати відповідно до ліцензії Creative Commons Attribution/Share-Alike.